# Francisco José Brandão de Sousa
Francisco José Brandão de Sousa, primeiro e único Barão de Sousa, (São Luís, c. 1818 — 12 de maio de 1869) foi latifundiário, parlamentar e nobre brasileiro, agraciado barão.

## Biografia
Nascido em São Luís, Maranhão, era filho do capitão-mor Antônio José de Sousa, herdeiro da Fazenda Cachoeira Grande do Itapecuru, vila do Rosário, e de Jesuína Brandão de Sousa. Eram seus irmãos, dentre outros, José Aniceto de Sousa, oficial da Imperial Ordem da Rosa e fidalgo da Casa Imperial; Caetano José de Sousa, advogado formado pela Academia de São Paulo, em 1853, e deputado provincial no Maranhão em 1855-1856; Joana de Sousa, esposa do magistrado Francisco Baltasar da Silveira; Jesuína de Sousa Cerqueira, esposa de Manuel Cerqueira Pinto; e Ana Joaquina de Sousa Lisboa, esposa do desembargador João Caetano Lisboa.
Através de seu pai, era sobrinho do tenente Caetano José de Sousa, membro da junta governativa (1822-1823), capitaneada pelo bispo D. Joaquim de Nossa Senhora de Nazaré, ao tempo da Independência do Brasil. O capitão-mor Antônio Sousa, pai do barão, foi eleito para o Conselho Geral da Província do Maranhão, órgão anterior à Assembleia Provincial, em 1829. Falecido o capitão-mor, em 1835, a viúva Jesuína casou-se com desembargador Cipriano José Veloso.
O próprio Francisco José foi eleito deputado provincial na legislatura de 1861-1863, além de vereador à Câmara Municipal de São Luís, juiz de paz na freguesia de Nossa Senhora da Vitória e diretor da Santa Casa de Misericórdia do Maranhão. Era militante do Partido Conservador.
Foi agraciado barão por decreto de 31 de julho de 1867.
Faleceu com cerca de 51 anos, em Nápoles, Itália, onde se encontrava a passeio. Fora casado com Ana Francisca Jorge de Sousa, falecida de parto aos 32 anos, em 22 de março de 1856, de cujo matrimônio apenas um filho sobreviveu: Caetano Brandão de Sousa, nascido em 1839, o qual veio a ser diretor do Banco Comercial do Maranhão. O barão também deixou uma filha natural: Jesuína Brandão de Sousa, nascida em 1857, depois esposa do historiador José Ribeiro do Amaral.